# Edgar Ney
Pour les articles homonymes, voir Ney.
Edgar Napoléon Henry Ney, né le 12 mars 1812 à Paris où il est mort le 4 octobre 1882, est le 3e prince de la Moskowa en 1857 succédant à son frère ainé Napoléon-Joseph. 

## Biographie
Quatrième fils du maréchal Ney. 
La monarchie de Juillet prend à cœur d'atténuer les préjudices causés à la famille Ney par la rigueur légitimiste. Edgard est autorisé à suivre les cours de l'École de cavalerie de Saumur.
- Sous-lieutenant au 5e régiment de hussards en 1832.
- lieutenant au 5e régiment de hussards en 1836
- Capitaine au 5e régiment de hussards en 1843
- Chef d’escadron au 1er régiment de hussards en 1844.
- Lieutenant-colonel au 3e régiment de hussards en 1849[1].
- colonel du 6e régiment de hussards, en janvier 1852
- Général de division en 1863.

Officier d'ordonnance de Louis-Napoléon qui le charge d'une mission auprès de Pie IX, et lui adresse la fameuse lettre du 18 août 1849 dans laquelle il subordonne le rétablissement du pouvoir temporel à l'exécution de réformes libérales dans les États pontificaux. À son retour Edgar Ney est élu représentant de la Charente-Inférieure à la Législative et deviendra sénateur du Second Empire en 1859.

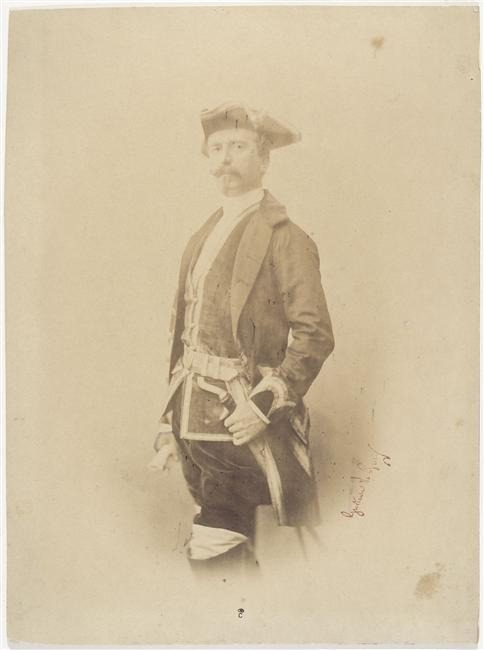
Portrait de Napoléon Edgar Ney, prince de la Moskowa, en tenue de vénerie, Gustave Le Gray (1820–1884), musée du Second Empire (Compiègne).

Aide de camp de l’empereur Napoléon III en 1852, il est nommé grand veneur en 1865
Prisonnier de guerre le 2 septembre 1870, il accompagne l’empereur Napoléon III en captivité.
Il meurt en 1882 à Paris, 75 rue de Courcelles.

## Mariage et descendance
Le 16 janvier 1869 à Paris, à 57 ans, il épouse Clotilde de La Rochelambert (Saint-Cloud, 27 juillet 1829 - Paris, 24 juillet 1876), comtesse veuve de La Bédoyère en 1849, et n'aura pas de descendants.

## Distinctions
- Grand officier de la Légion d'honneur (11 aout 1867)[5]

## Pour approfondir
- « Ney (Napoléon-Henri-Edgar), Prince de la Moscowa », dans Adolphe Robert et Gaston Cougny, Dictionnaire des parlementaires français, Edgar Bourloton, 1889-1891 [détail de l’édition] [texte sur Sycomore].
- « Cote LH/1984/25 », base Léonore, ministère français de la Culture
- Les Archives nationales conservent sous la cote MC/ET/CXVII/1068 un dossier sur Edgar Napoléon Henry Ney contenant les résultats des recettes et dépenses du domaine des Coudreaux (Eure-et-Loir) jusqu’en 1813, une correspondance de 1804 à 1817 ainsi que ses dotations en Hanovre, en Westphalie, du Mont-de-Milan (1806-1861) et son acte de décès en octobre 1882.
- « Edgar Ney », sur roglo.eu (consulté le 21 mai 2011) ;
- Sitemestre, « Le prince de la Moskowa, grand veneur », sur www.napoleontrois.fr, 14 février 2010 (consulté le 21 mai 2011).